# Сильнодействующие ядовитые вещества
Сильноде́йствующие ядови́тые вещества́ (СДЯВ) — химические соединения, обладающие высокой токсичностью и способные при определённых условиях (в основном при авариях на химически опасных объектах) вызывать массовые отравления людей и животных, а также заражать окружающую среду.
В настоящее время взамен термина СДЯВ используется термин Авари́йно хими́чески опа́сные вещества́ (АХОВ), однако нередко под СДЯВ неверно подразумевают вещества из «Списков сильнодействующих и  ядовитых веществ для целей статьи 234 и других статей УК РФ», утверждённых Постановлением Правительства РФ от 29.12.2007 № 964 (посл. ред. от 10 апреля 2023).
Аварийно химически опасное вещество (АХОВ) — это опасное химическое вещество, применяемое в промышленности и сельском хозяйстве, при аварийном выбросе (разливе) которого может произойти заражение окружающей среды в поражающих живой организм концентрациях (токсодозах).
Основные особенности АХОВ:
- способность по направлению ветра переноситься на большие расстояния, где и вызывает поражение людей;
- объёмность действия, то есть способность заражённого воздуха проникать в негерметизированные помещения;
- большое разнообразие АХОВ, что создаёт трудности в создании фильтрующих противогазов;
- способность многих АХОВ оказывать не только непосредственное действие, но и заражать людей посредством воды, продуктов, окружающих предметов.

Одномоментное загрязнение двумя и более токсичными агентами может стать причиной комбинированного действия на организм нескольких ядов. При этом токсический эффект может быть усилен (синергизм) или ослаблен (антагонизм).
Важнейшей характеристикой опасности АХОВ является относительная плотность их паров (газов). Если плотность пара какого-либо вещества меньше 1, то это значит, что он легче воздуха и будет быстро рассеиваться. Большую опасность представляет АХОВ, относительная плотность паров которых больше 1, они дольше удерживаются у поверхности земли (например, хлор), накапливаются в различных углублениях местности, их воздействие на людей будет более продолжительным.
По клинической картине поражения различают следующие виды АХОВ:
1. Вещества с преимущественно удушающими свойствами.
  1. с выраженным прижигающим действием (хлор, трёххлористый фосфор);
  2. со слабым прижигающим действием (фосген, хлорпикрин, хлорид серы).
2. Вещества преимущественно общеядовитого действия: оксид углерода, синильная кислота, этиленхлорид и др.
3. Вещества, обладающие удушающим и общеядовитым действием.
  1. с выраженным прижигающим действием (акрилонитрил);
  2. со слабым прижигающим действием (оксиды азота, сернистый ангидрид).
4. Нейротропные яды (вещества, действующие на проведение и передачу нервного импульса, нарушающие действия центральной и периферической нервных систем): фосфорорганические соединения, сероуглерод.
5. Вещества, обладающие удушающим и нейротропным действием (аммиак).
6. Метаболические яды.
  1. с алкилирующей активностью (бромистый метил, этиленоксид, метилхлорид, диметилсульфат);
  2. изменяющие обмен веществ (диоксин).

Пути воздействия АХОВ на организм человека:
- с пищей и водой (пероральный);
- через кожу и слизистые оболочки (кожно-резорбтивный);
- при вдыхании (ингаляционный).

В соответствии с ГОСТ 12.1.007-76 (99) «Вредные вещества. Классификация и общие требования безопасности», по степени воздействия на организм человека АХОВ разделяются на 4 класса опасности:
| Наименование                                                                          | Норма для класса опасности | Норма для класса опасности | Норма для класса опасности | Норма для класса опасности |
| показателя                                                                            | 1-го                       | 2-го                       | 3-го                       | 4-го                       |
| Предельно допустимая концентрация (ПДК) вредных веществ в воздухе рабочей зоны, мг/м³ | ≤0,1                       | ≤1,0                       | ≤10,0                      | >10,0                      |
| Средняя смертельная доза при введении в желудок, мг/кг                                | ≤15                        | ≤150                       | ≤5000                      | >5000                      |
| Средняя смертельная доза при нанесении на кожу, мг/кг                                 | ≤100                       | ≤500                       | ≤2500                      | >2500                      |
| Средняя смертельная концентрация в воздухе, мг/м³                                     | ≤500                       | ≤5000                      | ≤50000                     | >50000                     |
| Коэффициент возможности ингаляционного отравления (КВИО)                              | >300                       | ≤300                       | ≤30                        | ≤3                         |
| Зона острого действия                                                                 | ≤6                         | ≤18                        | ≤54                        | >54                        |
| Зона хронического действия                                                            | >10,0                      | ≤10,0                      | ≤5,0                       | ≤2,5                       |

- 1 класс, чрезвычайно опасные: хлорокись фосфора, этиленимин, ртуть.
- 2 класс, высокоопасные: мышьяковистый водород, синильная кислота, диметиламин, фтор, хлор и т. д.
- 3 класс, умеренноопасные: триметиламин и др.
- 4 класс, малоопасные: аммиак, метилакрилат, ацетон.

Вещества 1 и 2 классов опасности способны образовывать опасные для жизни концентрации даже при незначительных утечках.
В странах — участниках Евразийского таможенного союза с лета 2017 года действует Технический регламент «О безопасности химической продукции».

## Перечень веществ
Первоначально перечень веществ, отнесённых к СДЯВ, определялся директивой начальника штаба гражданской обороны ДНГО № 7-88 г и включал 107 наименований.
Позднее перечень веществ был пересмотрен и сокращён. Директивой начальника штаба гражданской обороны ДНГО № 3 от 4.12.1990 г. был утверждён перечень из 54 наименований веществ, отнесённых к СДЯВ (позднее — АХОВ). К ним относятся:
1. Акролеин
2. Акрилонитрил (нитрил акриловой кислоты)
3. Аммиак
4. Ацетонитрил
5. Ацетонциангидрин (нитрил гидроксиизомасляной кислоты; альфа-гидроксиизобутиронитрил)
6. Водород мышьяковистый (арсин)
7. Водород бромистый (водорода бромид, бромоводород)
8. Водород цианистый (водорода цианид, синильная кислота)
9. Водород фтористый (водорода фторид, фтороводород, гидрофторид)
10. Водород хлористый
11. Диметиламин
12. Кислота соляная
13. Метилакрилат
14. Метиламин
15. Метилмеркаптан
16. Метил бромистый
17. Метил хлористый (хлорметан, метилхлорид)
18. Оксиды азота
19. Окись этилена
20. Сернистый ангидрид (серы диоксид)
21. Сероводород
22. Сероуглерод
23. Формальдегид
24. Фосген
25. Фосфор треххлористый (фосфора трихлорид, хлорид фосфора(III))
26. Фосфора хлорокись (фосфорилхлорид)
27. Фтор
28. Хлор
29. Бром
30. Иод
31. Хлорпикрин
32. Хлорциан
33. Этиленимин
34. Метанол
35. Этиленсульфид
36. Этилмеркаптан
37. Цианистый калий
38. Цианистый натрий
39. Фосфин (фосфористый водород)
40. Растворимые соли бария
41. Озон
42. Мышьяк и все его неорганические соединения
43. Уран и все его соединения
44. Ртуть
45. Соединения шестивалентного хрома
46. Цианиды
47. Ботулотоксин
48. Протактиний
49. Серная кислота
50. Соединения свинца
51. Соединения ванадия, в частности оксид ванадия(V)
52. Азотная кислота
53. Азотистая кислота
54. Азотистоводородная кислота